# 池田恒基
池田 恒基（いけだ つねき、1968年5月17日 - ）は日本のゲームクリエイター。岡山県出身。通称『IKD』。
株式会社ケイブの取締役副社長・COO(2016年9月現在)。現在（2022年4月）は，執行役員兼ゲーム事業部部長
1992年、東亜プランに入社。同社倒産後、1994年に高野健一らとケイブを設立。以後、多数のシューティングゲームを製作し、弾幕系シューティングと呼ばれるジャンルの始祖とされる。

## 作品リスト
- 東亜プラン
  - ヴイ・ファイヴ
  - BATSUGUN
- ケイブ
  - 首領蜂
  - 怒首領蜂
  - エスプレイド
  - ぐわんげ
  - プロギアの嵐
  - 怒首領蜂大往生
  - ケツイ ～絆地獄たち～
  - エスプガルーダ
  - 虫姫さま
  - エスプガルーダII
  - 虫姫さま　ふたり
  - デススマイルズ
  - 怒首領蜂 大復活
  - デススマイルズII 魔界のメリークリスマス
  - 赤い刀
  - 怒首領蜂最大往生
  - ゴシックは魔法乙女～さっさと契約しなさい！